# Jadakiss
Jadakiss, de son vrai nom Jason T. Phillips (né le 27 mai 1975 à Yonkers, dans l'État de New York), est un rappeur américain. Il est membre du groupe de rap The LOX et de celui des Ruff Ryders. Il a d'ailleurs rejoint ce dernier à la suite de la dégradation de ses relations avec le label Bad Boy de Puff Daddy. Jadakiss a travaillé avec de grands rappeurs tels que The Notorious B.I.G., Sean Combs et Jay-Z.

## Biographie

### Débuts
Jason T. Phillips naît le 27 mai 1975 à Yonkers, dans l'État de New York. Il fait ses premiers pas dans le rap à l'école, où il avait l'habitude de rapper devant d'autres élèves lors des récréations. C'est à partir de ce moment que certaines personnes lui reconnaissent un talent pour ce style de musique. Cette réputation de talentueux jeune rappeur commence à se répandre dans tout son voisinage. Son succès débute quand il a l'occasion de rencontrer DMX qui l'introduit dans les hauts milieux du hip-hop et lui permet de travailler avec les Ruff Ryders, groupe constitué de DMX et Eve. Phillips devient membre du groupe The LOX en 1994, puis des Ruff Ryders en 1999.
The LOX publie son premier album Money, Power and Respect le 13 janvier 1998 qui atteint la troisième place du Billboard 200. Il rencontre un vif succès et se vend à un million d'exemplaires. C'est également grâce à cet album que Jadakiss devient populaire.
En 2001, Jadakiss opte pour une carrière en solo avec la publication de son premier album, Kiss tha Game Goodbye, le 27 mars sur le label Interscope Records, classé 5e du Billboard 200.  En 2002, Jadakiss est mentionné par Eminem comme étant l'un des meilleurs rappeurs de la scène hip-hop sur la chanson 'Till I Collapse. Trois ans plus tard, le 24 juin 2004, Jadakiss publie son deuxième album, Kiss of Death, cette fois classé premier du Billboard 200. L'album contient également les singles Time's Up!, You Make Me Wanna et Why.

### Roc-A-Fella Records (2005–2010)
Jadakiss rencontre quelques soucis lors de son parcours dans le monde du rap. Ainsi, alors qu'il était toujours resté calme face aux insultes de 50 Cent, la situation se détériore en mars 2005 lors de la sortie d'un album de 50 Cent intitulé The Massacre où le rappeur y attaque Jadakiss, Fat Joe et Nas. Une vraie guerre ouverte est déclarée entre Jadakiss et 50 Cent. En novembre 2007, il signe un contrat avec la maison de disques Roc-A-Fella Records dirigée par Jay-Z via Def Jam,. Fin 2008, il annonce la fin du beef avec 50 Cent à la suite d'un appel téléphonique entre les deux rappeurs.
Jadakiss publie ensuite, le 7 avril 2009, un nouvel album intitulé The Last Kiss, à l'origine intitulé Kiss My Ass, classé troisième du Bilboard 200. Il contient les singles Can't Stop Me, Who's Real et By My Side.

### The Last Kiss(depuis 2011)

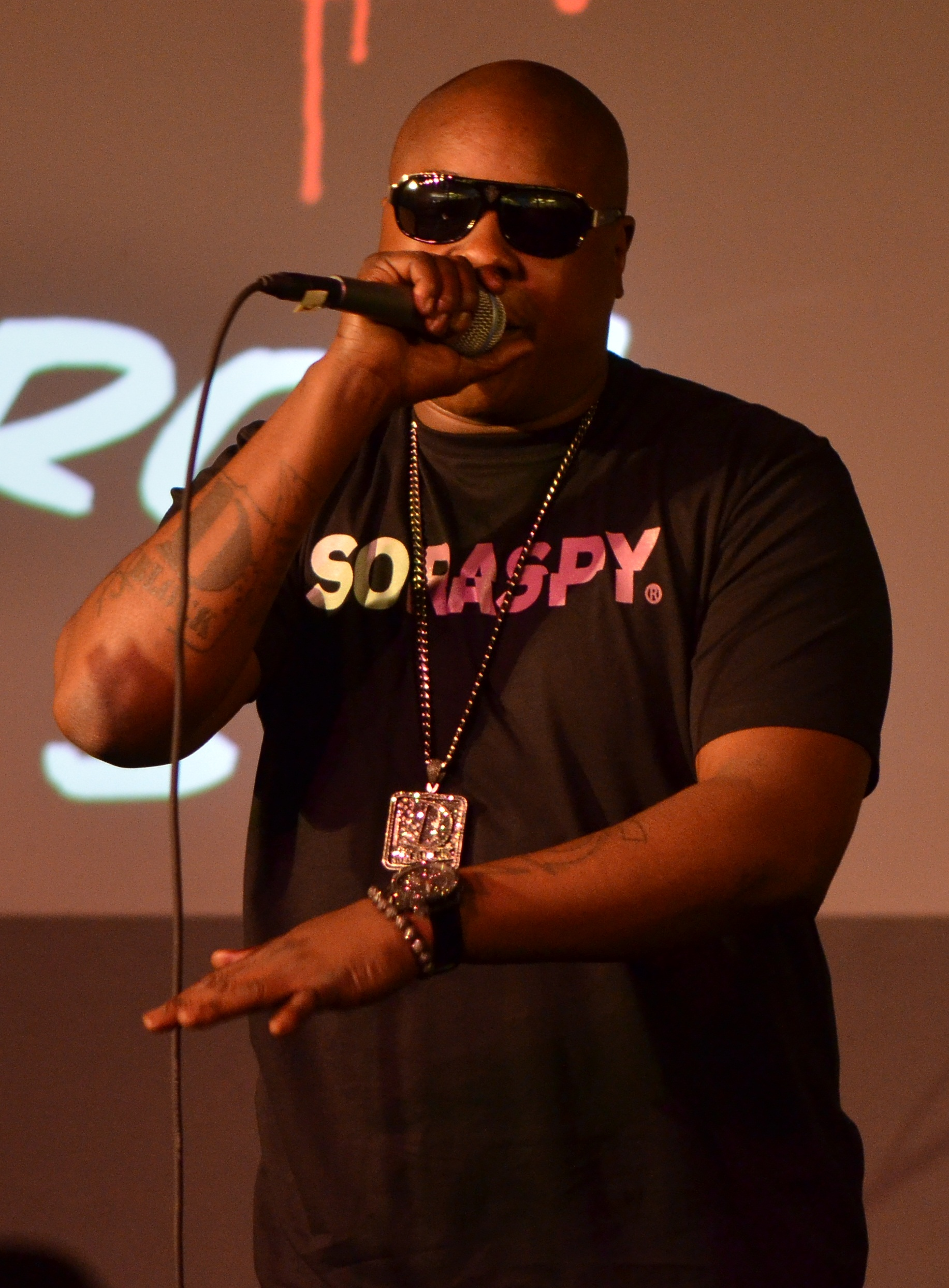
Jadakiss en juin 2011.

En 2011, il participe à deux chansons de DJ Khaled, It Ain't Over Til It's Over, avec Mary J. Blige et Fabolous, et Welcome to My Hood (Remix) avec Ludacris, Busta Rhymes, Twista, Mavado, Birdman, Ace Hood, Fat Joe, Game, Bun B et Waka Flocka Flame. Le 24 mai 2011, il publie sa mixtape I Love You (A Dedication to My Fans): The Mixtape classé 40e au Billboard 200. Le 26 avril 2012, Jadakiss publie sa mixtape Consignment.
Le 4 juin 2013, Jadakiss publie le premier single, Big Boy Dialogue, issu de son prochain quatrième album Top 5, Dead or Alive avec The-Dream au chant. L'album fera participer The LOX, Young Jeezy, Wiz Khalifa, Chris Brown, Rick Ross, et Lil Wayne. Il annonce également une mixtape collaborative avec Yo Gotti qui sera publiée avant l'album, ce dernier étant prévu pour octobre 2013. L'album Top Five, Dead or Alive ne sera pas publié avant novembre 2015,.
En novembre 2017, il publie l'album Friday on Elm Street, en collaboration avec Fabolous, dont le titre s'inspire des sagas de films d'horreur Vendredi 13 (Friday the 13th) et Freddy (A Nightmare on Elm Street).

## Vie personnelle
En juillet 2004, Jadakiss est appréhendé par la police en Caroline du Nord pour détention de marijuana et port illégal d'armes à feu,. Il payera 900 dollars pour sa libération,.
Le 7 octobre 2006, Jadakiss est de nouveau appréhendé dans sa ville natale de Yonkers, New York, pour possession d'armes à feu,.

## Discographie

### Albums studio
- 2001 : Kiss tha Game Goodbye
- 2004 : Kiss of Death
- 2009 : The Last Kiss
- 2015 : Top 5 Dead or Alive
- 2020 : Ignatius

### Albums collaboratifs
- 1998 : Money, Power and Respect (avec The LOX)
- 2000 : We Are the Streets (avec The LOX)
- 2017 : Friday on Elm Street (avec Fabolous)